# Antonio Giolitti
Antonio Giolitti (12 de fevereiro de 1915 – 8 de fevereiro de 2010) foi um político italiano e membro de gabinete. Ele era neto de Giovanni Giolitti, o conhecido estadista liberal do período pré-fascista que serviu como Primeiro Ministro da Itália cinco vezes.